# 韶山5型电力机车
韶山5型电力机车（SS5），是中国铁路的第一种快速客运电力机车，由株洲电力机车厂和株洲电力机车研究所在消化吸收进口8K型电力机车先进技术的基础上设计、制造，于1990年研制成功。韶山5型电力机车属于实验性车型，采用了两段相控整流桥电路、空心轴全悬挂牵引电机、轻量化车体、再生制动、功率因数补偿等大量新技术、新结构，是当时中国国内技术最先进的国产电力机车。然而由于其粘着性能存在较大问题，未能投入批量生产，仅试制二台。韶山5型机车的研制、试验为后来韶山8型准高速电力机车的设计和生产累积了经验。

## 发展历史

### 背景
随着中国实行改革开放，国民经济的高速发展对铁路旅客运输带来大量需求，同时也对旅行速度提出了新的要求。为解决铁路客运严重超员的问题，中华人民共和国铁道部于1980年代中期，提出在中国第七个五年计划（1986年～1990年）间实现以北京为中心、1500公里为半径的繁忙干线上，开行编组20节、最高速度140公里/小时、运行时间不超过15小时的“朝发夕至”或“夕发朝至”特快旅客列车，在地理上相当于北京到上海、哈尔滨、西安、长沙的距离，以增加繁忙干线的客运能力。1986年，中国铁道部下达了“七五”期间中国铁路科技发展规划，要求实现机车车辆产品升级换代，牵引动力进入以电力、内燃机车为主的时代，认真消化吸收引进技术，使机车车辆产品的水平达到1980年代的国际水平。同时，国家科委、国家计委、铁道部将新型快速客运电力机车的研制列入了“七五”国家重点科技攻关项目。

### 研制

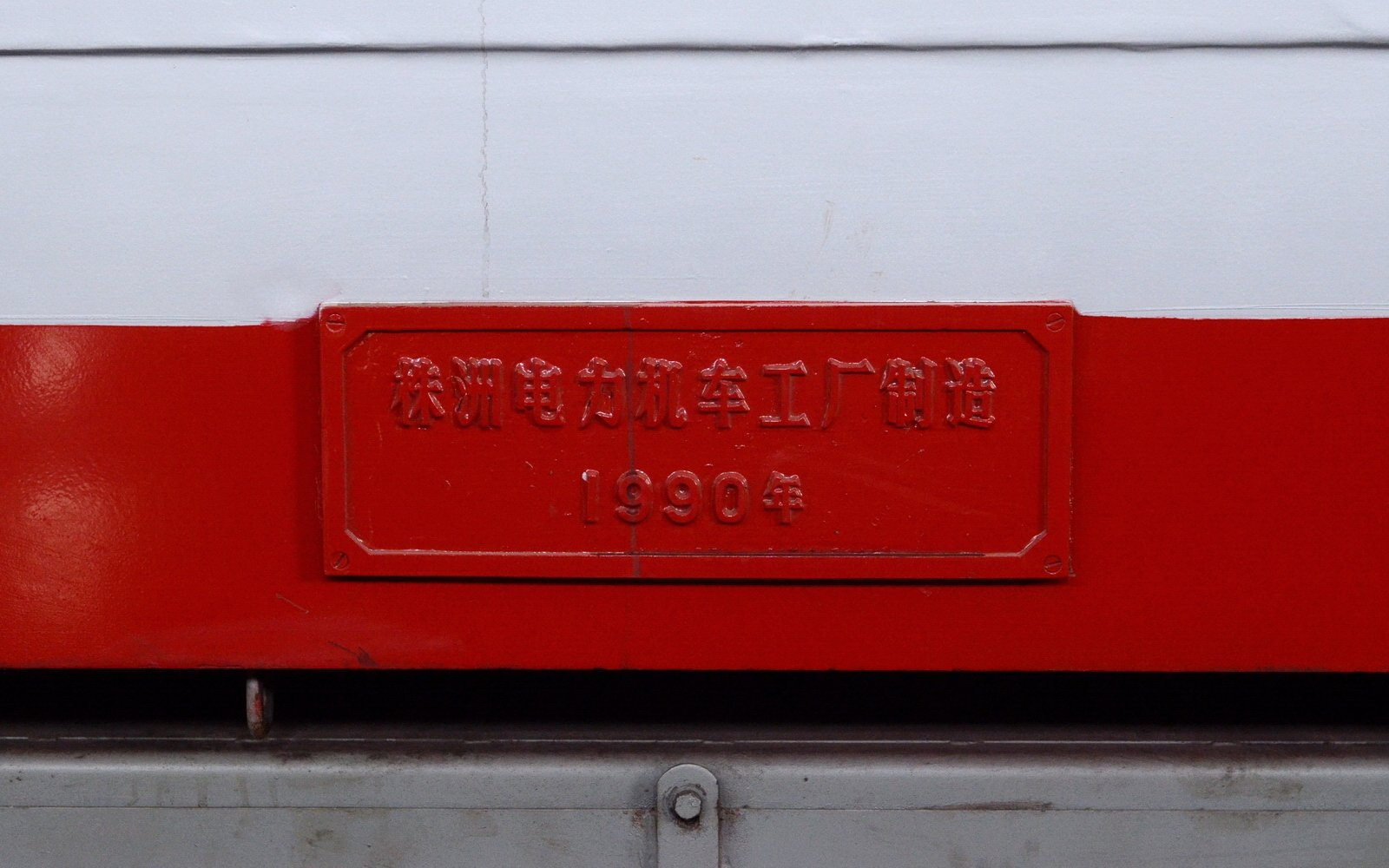
韶山5型电力机车的生产铭牌

经过可行性技术论证分析，铁道部于1987年正式向株洲电力机车厂、株洲电力机车研究所下达了研制韶山5型快速客运电力机车的设计任务书。根据任务书要求，新型机车能够牵引20节客车，编组重量1100吨，最高运行速度达到140公里/小时，所规定的各项性能指标也参照了8K、6K、8G等几种进口电力机车的技术参数。
韶山5型电力机车是中国铁路第一种快速客运电力机车，设计上需要满足客运列车扩大编组的要求，也要考虑到起动加速平稳、制动可靠有效、轮轨作用力小的需要。在研制过程中，以成熟技术为主，在消化吸收进口电力机车先进技术的基础上，结合国产电力机车设计、制造、运用的经验。中国在1985年向欧洲五十赫兹集团订购8K型电力机车的同时，也签订了技术转让合同，中国共引进了30个技术项目，包括机车车体、转向架、牵引电动机、主变压器、晶闸管、电子控制装置、辅助变流器等机车零部件。这些先进技术的引进和国产化，对后来中国国产电力机车造成重要影响。韶山5型机车成为在这样的背景之下通过借鉴8K型电力机车先进技术设计而成的国产电力机车，其机车主电路、主变压器、特性控制技术、功率因数补偿、电子控制装置、车体结构、中央电器柜以及通风机等方面均有不同程度的模仿和应用。
1990年6月，韶山5型电力机车通过了部级设计审查，同年12月完成了全部设计。

### 试验
1990年9月和10月，株机厂分别完成0001、0002号两台韶山5型电力机车，同年11月13日举行了竣工仪式并通过验收，时任铁道部部长李森茂并为机车剪彩。1990年12月至1991年1月，两台韶山5型机车赴铁道部科学研究院北京环形铁道进行初步性能试验；随后交付郑州铁路局西安机务段试用，在陇海铁路西安至宝鸡间进行30万公里的运行考核。
在试验期间很快就发现韶山5型机车存在粘着性能不良、轮对空转严重等问题，尤其在起动及低速运行工况下粘着系数偏低，影响了机车牵引性能的正常发挥。主要原因在于其电机空心轴全悬挂传动装置，其特点是空心电枢轴通过齿形联结器将扭矩传给扭轴，再通过弹性联轴节将扭矩传给传动齿轮，从而驱动轮对。但其轴传动装置的弹性系统和轴箱定位、齿轮箱定位刚度参数匹配不良，使粘着牵引力无法正常发挥，容易产生粘滑振动。此外，防空转装置的性能对机车粘着性能也有很大的影响，在运行过程中防空转装置频繁运作，加剧了粘滑振动现象。
由于粘着性能的缺陷，韶山5型电力机车无法投入批量生产，但其制造经验与试验结果，为自1994年起制造的韶山8型电力机车提供了技术基础。在吸取韶山5型经验教训基础上，韶山8型电力机车参照了东风9型柴油机车所采用的轮对空心轴牵引电机全悬挂、六连杆万向轴两级弹性驱动装置，成功解决了韶山5型机车粘滑振动引起结构共振等现象。

### 运用
两台韶山5型机车完成运行考核后配属西安机务段，主要担当西安至宝鸡之间的短交路旅客列车。1997年，两台机车转配属至郑州机务段作为段备机车，主要用于牵引郑州至信阳、漯河的管内旅客列车。2002年正式报废并封存于郑州机务段。

## 技术特点

### 总体布置

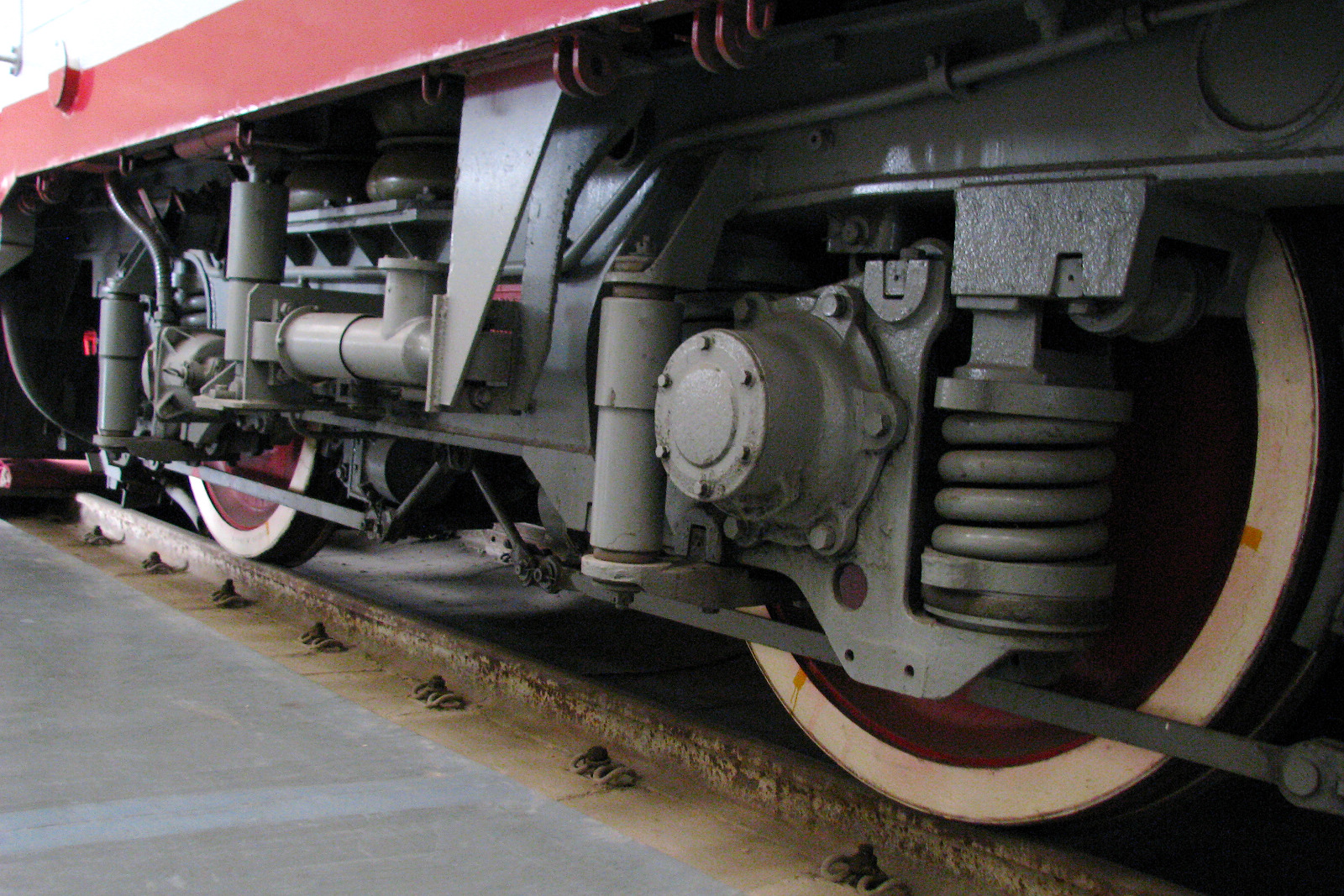
韶山5型0001号机车转向架，二系悬挂采用高挠橡胶弹簧

韶山5型电力机车是四轴快速客运电力机车，适用于供电制式为25千伏工频单相交流电的电气化铁路，机车轴式Bo-Bo，持续功率3,200千瓦，最高速度140公里/小时。机车采用双边内走廊，设两端司机室；车顶两端各装一台单臂式受电弓；车顶中部装一台空气断路器。主要电器设备以机车最重设备主变压器为中央，变压器设计借鉴了8K型机车的技术，采用一体化结构，与平波电抗器、滤波电抗器共用油箱和冷却系统。机车并采用低合金钢焊接的整体承载结构轻量化车体，设计过程中应用了有限元分析法，使车体的重量减小2吨。车体结构和制造工艺均吸收了8K型机车的技术，采用了大顶盖结构、预布线 、预布管工艺，有效缩短机车生产周期。

### 机车主电路
韶山5型电力机车是交—直流电传动的单相工频交流电力机车。机车主电路主要是由受电弓、主断路器、高压电流互感器、主变压器、硅整流装置、牵引电机、高压电器柜、平波电抗器及电路保护装置等组成，是产生机车牵引力和制动力的主体电路。接触网导线上的25千伏单相工频交流电电流，经受电弓进入机车后经过主断路器再进入主变压器，交流电从主变压器的牵引绕组经过晶闸管整流后，向四台分两组并联的牵引电动机集中供应直流电，使牵引电动机产生转矩，将电能转变为机械能，经过齿轮的传递驱动轮对。
韶山5型电力机车采用交—直流电传动方式，机车主电路沿用8K型机车的晶闸管两段串联相控整流桥调压方式，由一段半控整流桥和一段全控整流桥组成，而使用再生制动时全控挢变为逆变装置，半控桥作为励磁电源装置。此外，韶山5型电力机车也是首次在国产机车上采用晶闸管无级磁场削弱，从而机车在80～135公里/小时的恒功调速范围内可以实现无级平滑调速，避免了有级磁场削弱调速时牵引力突变造成的冲击。在引进8K型电力机车的同时，株洲电力机车研究所也从美国西屋电气公司引进大功率半导体制造技术，被应用于韶山5型电力机车的晶闸管元件。此外，机车功率因数补偿装置也借鉴了8K型机车的设计，通过在主电路中投入或切除电容器来提高机车的功率因数，机车在50～100%功率范围内功率因数均可大于0.9，以提高电气化铁路的总效率、减少对无线通信的干扰。

### 转向架
机车走行部为两台相同的二轴转向架，采用由低合金箱型焊接而成的“日”字型构架，一系悬挂采用轴箱螺旋弹簧与弹性连杆的独立悬挂结构；转向架构架和车体之间设有二系悬挂，两台机车分别采用两种方案以作比较，0001、0002号机车分别采用高挠橡胶弹簧和高挠圆柱弹簧。机车牵引力与制动力通过中心销传递。
转向架中的车轴均为动轴，每台转向架装有两台ZD107型六极串励直流牵引电动机，持续功率800千瓦，转子及定子双H级绝缘，并借鉴了6K型机车牵引电机的半叠片机座技术。电机恒功速比达1.68，保证机车高速时实现额定功率的宽恒功特性。为减小簧下部分重量、提高机车运行品质，韶山5型电力机车是中国首次采用电机空心轴弹性传动，电机采用架悬式悬挂，配合21.5吨的轴重，减小机车对钢轨的动力作用。

### 控制系统
韶山5型电力机车的电子控制系统采用了瑞士勃朗-包维利公司（BBC）的技术，设有两套互相独立的电子控制系统，均安装于标准电子控制柜，其中一套主要负责机车牵引控制、防空转装置、功率因数补偿装置，另一套主要负责晶闸管控制。机车采用特性控制，兼备了恒速和准恒速的优点，机车起动时以恒流起动，保证机车平稳起动；在进入准恒速运行后，可按司机控制器级位规定的速度运行。而防空转防滑行装置则借鉴了8K型、6K型、ND5型等进口机车的国外技术，当检测到机车空转、滑行时自动撒砂、减载，使机车恢复再粘着。

## 车辆保存
- 韶山5型0001号机车，2002年退役后封存于郑州机务段。2007年经过修复，于2008年1月6日交付中国铁道博物馆永久收藏。
- 韶山5型0002号机车，2002年退役后封存于郑州机务段。2004年经过修复，于2004年4月15日由郑州铁路局赠予郑州世纪欢乐园作静态展览。

## 参看
- 8K型电力机车
- 韶山4型电力机车
- 韶山8型电力机车
- 东风9型柴油机车